# Middle Men
Middle Men é um filme de comédia dramática de 2010 dirigido por George Gallo e produzido por Gallo e Andy Weiss. No elenco, Luke Wilson, Giovanni Ribisi, Gabriel Macht e James Caan.
O filme é baseado em experiências do produtor Christopher Mallick da empresa Paycom, uma empresa de internet que lida com cobranças da indústria pornô dos Estados Unidos. A classificação indicativa do filme é de impróprio para menores de 18 anos.

## Sinopse
A trama conta a vida de Jack Harris, um dos pioneiros no comércio eletrônico, enquanto se esforça com seus costumes e da moral para evitar afogamentos em um mar de ladrões, bandidos, viciados em drogas e estrelas pornôs.

## Elenco
- Luke Wilson como Jack Harris
- Giovanni Ribisi como Wayne Beering
- Gabriel Macht como Buck Dolby
- James Caan como Jerry Haggerty
- Laura Ramsey como Audrey Dawn
- Jacinda Barrett como Diana Harris
- Kelsey Grammer como Frank Griffin
- Terry Crews como James
- Kevin Pollak como Curt Allmans
- Robert Forster como Louie La La
- Rade Šerbedžija como Nikita Sokoloff
- Jesse Jane como Ela mesma